# Lijst van werken van Franz Callebaut
Onderstaande lijst geeft een overzicht van werken van Franz Callebaut (1856–1930), een Belgisch landschapschilder.

## Schilderijen
| Afbeelding           | Titel                                                                                               | Jaar   | Techniek         | Afmetingen        | Huidige locatie                            | Noten en referenties |
| -------------------- | --------------------------------------------------------------------------------------------------- | ------ | ---------------- | ----------------- | ------------------------------------------ | -------------------- |
|                      | Watermolen Moulin à eau                                                                             | 1889   | Olieverf op doek | 34,5 cm x 42 cm   | Gemeente Anderlecht                        | [ 1 ]                |
|                      | Landschap Masure                                                                                    | 1889   | Olieverf op doek | 35 cm x 42 cm     | Gemeente Anderlecht                        | [ 2 ]                |
| Niet geïdentificeerd | Stilleven                                                                                           | 1903   |                  |                   |                                            | [ 3 ]                |
|                      | Oude kerselaar in bloei Vieux cérisier en fleurs                                                    | 1909   | Olieverf op doek | 90 cm x 109,5 cm  | Stedelijk Museum Aalst 't Gasthuys (Depot) | [ 3 ] [ 4 ]          |
|                      | Landschap aan het water                                                                             | <1911  | Olieverf op doek | 136 cm x 114 cm   |                                            | [ 5 ]                |
|                      | Boten in maneschijn Barques au clair de lune                                                        | <1911  | Olieverf op doek | 40,5 cm x 31,5 cm |                                            | [ 6 ]                |
| Niet geïdentificeerd | Aan den Scheldedijk                                                                                 | <1911  |                  |                   |                                            | [ 3 ]                |
| Niet geïdentificeerd | De Schelde tussen Weert en Bornem L'Escaut entre Weert et Bornhem                                   | <1911  | Olieverf op doek | 90 cm x 110 cm    |                                            | [ 7 ]                |
| Niet geïdentificeerd | Landschap aan het water Paysage fluvial; paysage au fleuve                                          | <1911  | Olieverf op doek | 61 cm x 80 cm     |                                            | [ 7 ]                |
| Niet geïdentificeerd | De Oude Dender                                                                                      | <1911  | Olieverf op doek |                   |                                            | [ 8 ]                |
| Niet geïdentificeerd | Avond                                                                                               | 1912   |                  |                   |                                            | [ 3 ]                |
| Niet geïdentificeerd | Morgenschemering                                                                                    | 1912   |                  |                   |                                            | [ 3 ]                |
|                      | Zonsondergang Sunset                                                                                | 1915   | Olieverf op doek | 65 cm x 51 cm     |                                            | [ 9 ]                |
|                      | Zonnige dreef; lente                                                                                | <1920? | Olieverf op doek |                   |                                            | [ 3 ] [ 10 ]         |
| Niet geïdentificeerd | Treurrozelaar in bloei                                                                              | 1920   |                  |                   |                                            | [ 3 ]                |
| Niet geïdentificeerd | St-Jobskapel (bij valavond)                                                                         | 1924   | Olieverf op doek |                   |                                            | [ 3 ] [ 8 ]          |
|                      | Zonsondergang Coucher de soleil Vermoedelijk de schilderij die destijds als De gouden zon doorging. | 1925   | Olieverf op doek | 65 cm x 80 cm     |                                            | [ 3 ] [ 11 ] [ 12 ]  |
|                      | Besneeuwde plattelandschap Paysage de campagne                                                      |        | Olieverf op doek |                   |                                            | [ 13 ]               |
|                      | Winterimpressie                                                                                     |        | Olieverf op doek |                   |                                            | [ 3 ]                |
| Niet geïdentificeerd | Landschap Paysage                                                                                   |        | Olieverf op doek | 42 cm x 58 cm     |                                            | [ 7 ]                |
| Niet geïdentificeerd | Huis in kreupelhout Maison dans un sous-bois                                                        |        | Olieverf op doek | 45 cm x 40 cm     |                                            | [ 7 ]                |
| Niet geïdentificeerd | Maneschijn                                                                                          | 1920   | Olieverf op doek |                   |                                            | [ 10 ]               |
| Niet geïdentificeerd | Morgend                                                                                             |        | Olieverf op doek |                   |                                            | [ 8 ]                |
| Niet geïdentificeerd | Vlassenbroek                                                                                        |        |                  |                   |                                            | [ 3 ]                |
| Niet geïdentificeerd | Landschap met molen                                                                                 |        |                  |                   |                                            | [ 3 ]                |

## Grafisch werk
| Afbeelding           | Titel                                | Jaar | Techniek    | Afmetingen    | Huidige locatie | Noten en referenties |
| -------------------- | ------------------------------------ | ---- | ----------- | ------------- | --------------- | -------------------- |
|                      | Het laatste oud hoekje der Kat       | 1928 | Tekening    | Krant         |                 | [ 14 ] [ 15 ]        |
| Niet geïdentificeerd | Hollandse riviermonding met zeilboot |      | Zwart krijt | 12 cm x 17 cm |                 | [ 16 ]               |